# Under and Over It
Under and Over It (сокращённо UAOI) — первый сингл из третьего студийного альбома American Capitalist грув-метал группы Five Finger Death Punch и десятый сингл из всей дискографии. Сингл был выпущен 27 июля 2011 года.

## Предпосылки
По словам Айвена Муди, вокалиста Five Finger Death Punch, идея создания песни появилась из-за слухов в интернете. В слухах говорилось, что Айвен покончил жизнь самоубийством, его группа распалась, и он страдал наркоманией вместе с четырнадцатилетним подростком. На концерте Pain in the Grass в Сиэтле вместе с группой Айвен отметил, что он до сих пор жив, группа цела, но версия с подростком, возможно, верна, он ожидает анализа крови. Сам же он курит только «зелёненькую».

## Клип
Клип начинается с оптической иллюзии мерцающих синих ламп, после чего камера фокусируется на группу. Перед группой появляется режиссёр видео, останавливая игру и выражая своё недовольство. Айвен бьёт его по лицу, и группа продолжает исполнение.
Айвен Муди и Золтан Батори подъезжают к дому в чёрном спортивном автомобиле. Далее камера периодически показывает три сцены: вечеринку у бассейна, в студии и в баре, а также иногда появляются газетные заголовки. В один из моментов показывается сцена, где Батори подписывает контракт с компанией «Guvera» в обмен на кейс, полный денег. Тем временем в баре человек разбивает пиньяту, из которой также выпадают деньги.
Сцена сменяется на классическую машину, управляемой Айвеном, в которой сидят Джереми Спенсер, Джексон Хук и женщины в бикини. Позже машина уезжает вдаль.
На следующей сцене показана группа, забирающаяся в самолёт с логотипом 5FDP, напоминающий герб США. Режиссёр снимает на камеру пилота, находящегося в состоянии алкогольного опьянения, и нарисованные на нём фломастером усы. Тем временем Айвен, Батори и две женщины перебираются в кабину пилота. Неожиданно взволнованный режиссёр предупреждает новых пилотов об опасности, но Муди теряет управление, и самолёт врезается в скалу. Под конец видео оставшиеся музыканты падают на парашютах, а затем камера переключается обратно в студию, где под гневные крики режиссёра группа пакует инструменты.

## Чарты
| Чарт (2011–2012)                     | Высшая позиция |
| ------------------------------------ | -------------- |
| US Billboard Hot 100                 | 77             |
| US Mainstream Rock Songs (Billboard) | 5              |
| US Alternative Songs (Billboard)     | 31             |
| US Rock Songs (Billboard)            | 20             |
| US Heatseekers Songs (Billboard)     | 6              |